# Kalhata
Kalhata ókori egyiptomi és núbiai királyné volt, a XXV. dinasztiához tartozó Sabaka fáraó felesége.
Piye egyiptomi fáraó és núbiai király egyik lánya volt. Említik Tanutamon Álom-sztéléjén, emellett piramisából, az el-Kurru-i 5-ös sírból is ismert. Sírkamrája díszített. Asszír feljegyzések szerint Tanutamon király Taharka lánytestvérének a fia. Kalhata sírjában király anyjaként említik a királynét, így Tanutamon az ő fia lehetett.

## Fordítás
- Ez a szócikk részben vagy egészben  a   Qalhata című angol Wikipédia-szócikk ezen változatának fordításán alapul.  Az eredeti cikk szerkesztőit annak laptörténete sorolja fel. Ez a jelzés csupán a megfogalmazás eredetét és a szerzői jogokat jelzi, nem szolgál a cikkben szereplő információk forrásmegjelöléseként.